# 1473 en arts plastiques
| Années des arts plastiques : 1470 - 1471 - 1472 - 1473 - 1474 - 1475 - 1476    |
| Décennies des arts plastiques : 1440 - 1450 - 1460 - 1470 - 1480 - 1490 - 1500 |

Cette page concerne l'année 1473 en arts plastiques.

## Œuvres
- L'Annonciation de Léonard de Vinci

- Madone à l'enfant d'Antonello da Messina

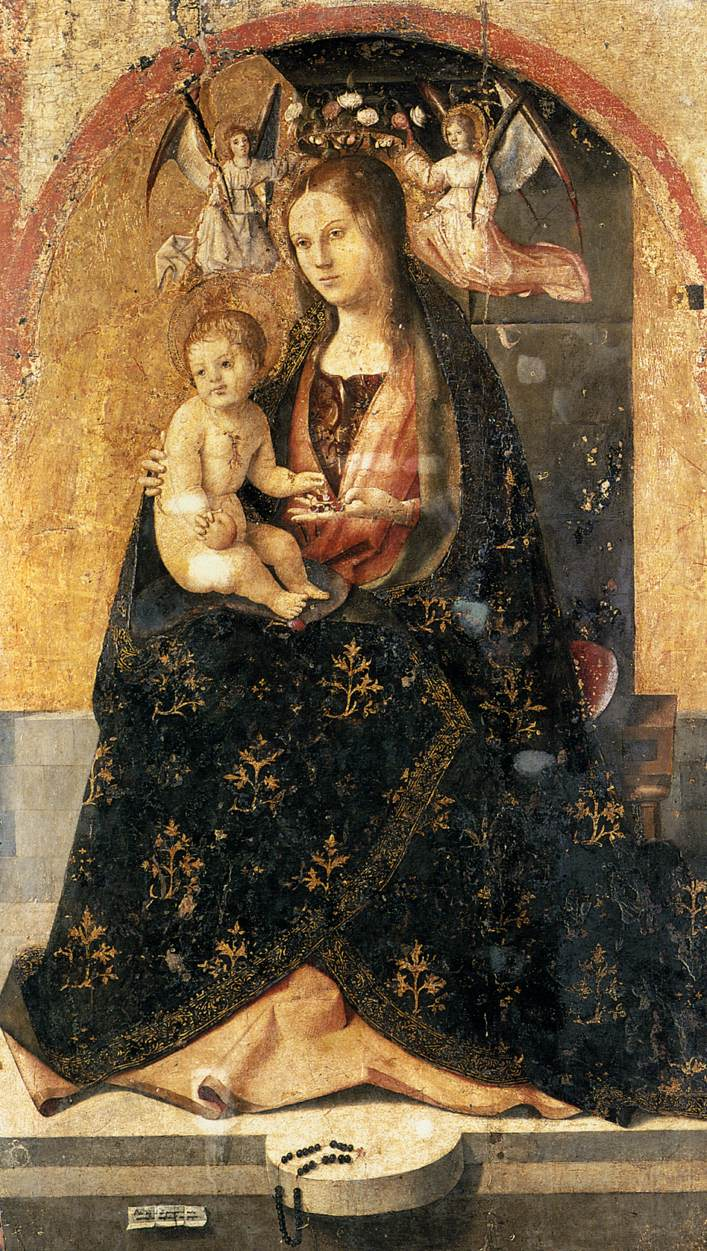
Madone à l'enfant d'Antonello da Messina.

- Polyptyque Griffoni d’Ercole Ferrarese
- Retable de l'autel de l'église Saint-Denys de Munderkingen

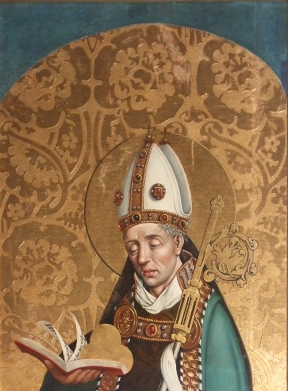
Détail d'un saint sur le retable de Munderkingen.

- Vierge au buisson de roses, grand retable réalisé pour l’église Saint-Martin à Colmar de Martin Schongauer.

## Naissances
- 6 mai : Zaccaria Zacchi, peintre, sculpteur et ingénieur italien († 1544),
- Hans Burgkmair, peintre et graveur sur bois allemand († 1531).

## Décès
- Donato Bragadin, peintre italien de Venise (né vers 1400).
- Petrus Christus, peintre flamand (né en 1420)[1].